# Ustje, Ajdovščina
Ustje je naselje v Občini Ajdovščina.

## Prebivalstvo
Etnična sestava 1991:
- Slovenci: 380 (100 %)